# Caterpillar Burnie International 2019
Das Caterpillar Burnie International 2019 war ein Tennisturnier des ITF Women’s World Tennis Tour 2019 für Damen und ein Tennisturnier der ATP Challenger Tour 2019 für Herren in Burnie. Beide Turniere fanden zeitgleich vom 21. bis 27. Januar 2019 statt.